# Nickel Ashmeade
Nickel Ashmeade (Ocho Rios, 7 aprile 1990) è un velocista giamaicano.
Con la squadra giamaicana si è laureato campione olimpico della staffetta 4×100 metri a Rio de Janeiro 2016. Con la staffetta giamaicana vanta anche due ori mondiali (2013 e 2015).

## Progressione

### 100 metri piani
| Stagione | Tempo | Luogo         | Data      | Rank. Mond. |
| -------- | ----- | ------------- | --------- | ----------- |
| 2017     | 10"18 | Kingston      | 10-6-2017 | 95º         |
| 2016     | 9"94  | Kingston      | 11-6-2016 | 10º         |
| 2015     | 9"91  | Kingston      | 26-6-2015 | 9º          |
| 2014     | 9"97  | Glasgow       | 11-7-2014 | 13º         |
| 2013     | 9"90  | Mosca         | 11-8-2013 | 4º          |
| 2012     | 9"93  | Eugene        | 2-6-2012  | 9º          |
| 2011     | 9"96  | Clermont      | 4-6-2011  | 16º         |
| 2010     | 10"39 | Padova        | 3-9-2010  | 266º        |
| 2009     | 10"37 | Kingston      | 3-4-2009  | 269º        |
| 2008     | 10"34 | Kingston      | 14-3-2008 | 210º        |
| 2007     | 10"39 | Kingston      | 23-6-2007 | 270º        |
| 2006     | 10"60 | Port of Spain | 14-7-2006 | 839º        |

### 200 metri piani
| Stagione | Tempo | Luogo         | Data      | Rank. Mond. |
| -------- | ----- | ------------- | --------- | ----------- |
| 2017     | 20"54 | Kingston      | 24-6-2017 | 101º        |
| 2016     | 20"07 | Clermont      | 30-4-2016 | 11º         |
| 2015     | 20"18 | Eugene        | 30-5-2015 | 29º         |
| 2014     | 19"95 | New York      | 14-6-2014 | 4º          |
| 2013     | 19"93 | Bruxelles     | 6-9-2013  | 4º          |
| 2012     | 19"85 | Zurigo        | 30-8-2012 | 5º          |
| 2011     | 19"91 | Bruxelles     | 16-9-2011 | 5º          |
| 2010     | 20"63 | Kingston      | 1-5-2010  | 69º         |
| 2009     | 20"40 | Port of Spain | 1-8-2009  | 39º         |
| 2008     | 20"80 | Kingston      | 2-3-2008  | 164º        |
| 2007     | 20"76 | Ostrava       | 15-7-2007 | 131º        |
| 2006     | 21"30 | Port of Spain | 16-7-2006 | 581º        |

## Palmarès
| Anno | Manifestazione          | Sede           | Evento      | Risultato  | Prestazione | Note                                     |
| ---- | ----------------------- | -------------- | ----------- | ---------- | ----------- | ---------------------------------------- |
| 2007 | Mondiali allievi        | Ostrava        | 100 m piani | Argento    | 10"54       |                                          |
| 2007 | Mondiali allievi        | Ostrava        | 200 m piani | Bronzo     | 20"76       | Miglior prestazione personale            |
| 2007 | Mondiali allievi        | Ostrava        | Staffetta   | Bronzo     | 1'52"18     | Miglior prestazione personale            |
| 2008 | Mondiali juniores       | Bydgoszcz      | 200 m piani | Argento    | 20"84       |                                          |
| 2008 | Mondiali juniores       | Bydgoszcz      | 4×100 m     | Argento    | 39"25       | Miglior prestazione personale stagionale |
| 2009 | Campionati CAC          | L'Avana        | 200 m piani | Oro        | 20"54       |                                          |
| 2011 | Mondiali                | Taegu          | 200 m piani | 5º         | 20"29       |                                          |
| 2013 | Mondiali                | Mosca          | 100 m piani | 5º         | 9"98        |                                          |
| 2013 | Mondiali                | Mosca          | 200 m piani | 4º         | 20"05       |                                          |
| 2013 | Mondiali                | Mosca          | 4×100 m     | Oro        | 37"36       | Miglior prestazione mondiale stagionale  |
| 2014 | World Relays            | Nassau         | 4×100 m     | Oro        | 37"77       |                                          |
| 2014 | World Relays            | Nassau         | 4×200 m     | Oro        | 1'18"63     | Record mondiale                          |
| 2014 | Giochi del Commonwealth | Glasgow        | 100 m piani | Bronzo     | 10"12       |                                          |
| 2014 | Giochi del Commonwealth | Glasgow        | 4×100 m     | Oro        | 37"58       | Record dei Giochi                        |
| 2015 | World Relays            | Nassau         | 4×100 m     | Argento    | 37"68       | Miglior prestazione personale stagionale |
| 2015 | World Relays            | Nassau         | 4×200 m     | Oro        | 1'20"97     |                                          |
| 2015 | Mondiali                | Pechino        | 100 m piani | Semifinale | 10"06       |                                          |
| 2015 | Mondiali                | Pechino        | 200 m piani | 8º         | 20"33       |                                          |
| 2015 | Mondiali                | Pechino        | 4×100 m     | Oro        | 37"36       | Miglior prestazione mondiale stagionale  |
| 2016 | Giochi olimpici         | Rio de Janeiro | 100 m piani | Semifinale | 10"05       |                                          |
| 2016 | Giochi olimpici         | Rio de Janeiro | 200 m piani | Semifinale | 20"31       |                                          |
| 2016 | Giochi olimpici         | Rio de Janeiro | 4×100 m     | Oro        | 37"27       | Miglior prestazione mondiale stagionale  |
| 2017 | World Relays            | Nassau         | 4×200 m     | Bronzo     | 1'21"09     | Miglior prestazione personale stagionale |

## Altre competizioni internazionali
2012
- Vincitore della Diamond League nella specialità dei 200 m piani (15 punti)